# Выговский, Даниил Евстафьевич
Дании́л Евста́фьевич Выго́вский (укр. Данило Остафійович Виговський; умер 30 ноября 1659 года, близ Калуги, Русское государство) — военный деятель Войска Запорожского, брат гетмана Ивана Выговского. Являлся зятем Богдана Хмельницкого благодаря браку с его дочерью Екатериной.

## Биография
В 1655 году Даниил Евстафьевич в качестве наказного гетмана казацких войск принимал участие в совместном русско-казацком походе против Речи Посполитой. Участвовал во взятии Люблина отрядами Петра Потёмкина. После смерти Богдана Хмельницкого выступил на стороне своего брата против России. С помощью крымских татар по распоряжению Ивана Выговского предпринимал неудачные попытки выбить из Киева русский гарнизон во главе с воеводой Василием Шереметевым. Попав в русский плен, был казнён под Калугой 30 ноября 1659 года. Родовые имения Даниила Выговского были конфискованы польскими властями, а его супруга Екатерина вышла замуж за Павла Тетерю — злейшего врага брата Выговского, Ивана.